# Tekove
El Grupo Tekove o simplemente Tekove es un grupo de folclore paraguayo, compuesto por Melissa Hicks (Voz), Fernando Garbarino (Guitarra), Juanchi Álvarez (Violín),
Eduardo Báez (Teclado), Juan Pablo Giménez (Bajo) y Eduardo Benítez (Batería). Su repertorio musical abarca principalmente la música popular paraguaya y latinoamericana, interpretando ritmos como polcas paraguayas, guaranias, tangos, boleros, etc.

## Historia
El grupo Tekove nació en el año 2013, en la ciudad de Asunción cuando un grupo de jóvenes, que ya habían iniciado sus carreras musicales de forma separadas, se unieron para realizar algunos conciertos de música paraguaya, entre una de estas presentaciones se destaca el concierto en homenaje a Lorenzo Álvarez. Los primeros integrantes fueron Melissa Hicks (hija de Ramón Hicks), Juanchi Álvarez y Fernando Garbarino. Posteriormente se sumaron Eduardo Báez, Juan Pablo Giménez y Eduardo Benítez.
Tekove es un grupo paraguayo conocido como los pioneros del resurgimiento del folclore joven. A finales de los 50 y a comienzos de los 60 los jóvenes adoptaron el rock and roll como género musical y de ahí surgen "Los Hidalgos" quienes son los primeros en animarse a tocar exclusivamente polcas con instrumentos modernos. Más tarde surge el todavía vigente Óscar Pérez y su Alegre Fórmula Nueva, fueron, entre otros, los que interpretaban folclore con un ropaje más moderno. Las llamadas orquestas de baile (Los Aftermad's, Los Hobbies, Underground, Los Jokers, etcétera) también incluían rock en su repertorio.
En todos estos casos, las agrupaciones hacían lo que hoy llamamos covers. El Nuevo Cancionero supuso una vuelta de tuerca para el folclore, con nuevas composiciones, con una temática más urbana y más dirigida al público de la capital. Óscar Nelson Safuán, quien proponía un nuevo género denominado avanzada, que según su creador era una mezcla entre la guarania y la polca, incorporando elementos de la bossa nova y otros géneros.
El siguiente paso del folclore y su repercusión en los jóvenes vendría a finales de los 90 de la mano de las bandas de rock contemporáneo, como Paiko —con su propia versión de la guarania Kurusu vera— y Krhizya —con la versión blusera de Reservista purahéi—. Después vinieron los grupos como Los Ojeda y Generación, que si bien no tocan solo folclore paraguayo, ofrecen una interpretación novedosa de nuestra música.
En el 2004, La Secreta, formada en 2004 surgía la secreta que tocaba música tradicional paraguaya en clave de rock, y en el 2007 escuchábamos a David Portillo, y Victor Riveros, entre otros.
Luego en el 2013 nace Tekove con un objetivo claro, a plantarse frente a un público joven acostumbrado a la cumbia y al rock, ganándose un espacio y inspirando a otros jóvenes a enfocarse en el género interpretando música folclórica con arreglos frescos y juveniles. Además el grupo interpreta temas de música paraguaya de su propia autoría, algo no muy común entre los grupos de este género en el Paraguay. El grupo incluye en su repertorio canciones de grandes exponentes del folclore paraguayo como Herminio Giménez, Mauricio Cardozo Ocampo y Emigdio Ayala Báez, entre otros.
Su primer disco, denominado "Pohã ro'ysã para el alma" fue lanzado el 20 de abril de año 2016, en un concierto realizado en el Salón de Convenciones del Banco Central del Paraguay. El nombre del disco tiene su origen en el idioma guaraní, pohã ro'ysã significa remedio refrescante en español, por lo que la traducción sería remedio refrescante para el alma. En el mismo se incluyen principalmente músicas paraguayas tradicionales, como así también un tema inédito, llamado "Lustrabotas", compuesto por Ramón Hicks. Del lanzamiento formaron parte reconocidos artistas locales como Lizza Bogado y Luis Álvarez. Su segundo disco se denominará "Soy Vos", y tendrá varias canciones propias del grupo.

## Discografía
- Pohã ro'ysã para el alma, 2016.
- Cosechando, 2019
- Kuña Guapa (sencillo), 2020
- Navidad Paraguaya, 2021

## Reconocimientos
- Declarados artistas del mes por la Sociedad de Gestión de Productores Fonográficos del Paraguay. (mayo de 2016).[6][7]